# Tony Spinner
Tony Spinner (Cape Girardeau, 9 giugno 1963) è un cantante e chitarrista statunitense.
Ha iniziato accompagnando in tour il gruppo Toto dal 1999 fino al 2008.

## Discografia

### Solista

#### Album in studio
- 1993 - Saturn Blues
- 1995 - My ’64
- 1996 - Crosstown Sessions
- 2005 - Chicks & Guitars
- 2009 - Rollin´and Tumblin
- 2011 - Down Home Mojo
- 2013 - Earth Music for Aliens

#### Album dal vivo
- 2008 - ′Live in Europe

### Toto

#### Album dal vivo
- 1999 - Livefields
- 2003 - Live in Amsterdam - 25th Anniversary
- 2007 - Falling in Between

### Paul Gilbert

#### Album in studio
- 1999 - Flying Dog
- 2000 - Alligator Farm
- 2010 - Fuzz Universe
- 2012 - Vibrato
- 2016 - I Can Destroy